# Франціс Вільям Рейц
Франціс Вільям Рейц молодший (афр. Francis William Reitz, Jr.; 5 жовтня 1844, Свеллендам — 27 березня 1934, Кейптаун) — південноафриканський юрист, політик, державний діяч, публіцист і поет, член парламенту Капської колонії, голова Верховного суду і п'ятий президент Оранжевої Республіки, державний секретар республіки Трансвааль під час Другої англо-бурської війни і перший президент Сенату Південно-Африканського Союзу.
Рейц мав надзвичайно різноманітну політичну та судову кар'єру, яка тривала понад сорок п'ять років і охоплювала чотири окремі політичні утворення: Капську колонію, Оранжеву Республіку, Південно-Африканську Республіку та Південно-Африканський Союз. Отримавши юридичну освіту в Кейптауні та Лондоні, Рейц розпочав свою кар'єру в юридичній практиці та алмазодобувній галузі, перш ніж був призначений головою суду Оранжевої республіки. У цій державі Рейц відіграв важливу роль у модернізації правової системи та адміністративного устрою. У той же час він брав активну участь у громадському житті, долучившись до руху за мову і культуру африканерів та культурного життя загалом. Він був південноафриканським масоном.
Рейц був популярною особистістю, як через свою політику, так і через свою відкритість. Коли президент держави Йоханнес Бранд раптово помер у 1888 році, Рейц переміг на президентських виборах без жодної опозиції. Його переобрали в 1895 році, але після поїздки до Європи, Рейц серйозно захворів і був змушений піти у відставку. 1898 року, вже одужавши, він був призначений державним секретарем Південно-Африканської Республіки і став провідним африканським політиком, а також одним з найвідоміших діячів часів Другої англо-бурської війни. Не бажаючи переходити на бік британців, після закінчення війни Рейц добровільно емігрував. Через кілька років він повернувся до Південної Африки і знову заснував юридичну практику в Преторії. Наприкінці 1900-х років він знову зайнявся політикою, і після проголошення Південно-Африканського Союзу в 1910 році Рейц був обраний першим президентом Сенату.
Протягом більшої частини свого життя Рейц був важливою фігурою в культурному житті африканерів, особливо завдяки своїм віршам та іншим публікаціям.